# Panama Papers

Państwa, których urzędnicy (lub inne osoby publiczne) powiązani są z „Panama Papers”

Panama Papers, inaczej Kwity z Panamy – zbiór poufnych dokumentów z rajów podatkowych udostępniony po wycieku danych z kancelarii podatkowej i prawnej Mossack Fonseca, działającej w Panamie. Ujawniono aktywa elit politycznych, prominentnych urzędników i ich współpracowników, które wcześniej były niejawne.
Zbiór składa się z 11,5 mln dokumentów wewnętrznych z Mossack Fonseca, powstałych między rokiem 1970 a początkiem roku 2016. Dokumenty otrzymał niemiecki dziennik „Süddeutsche Zeitung”, który przy ich analizie współpracował z dziennikarzami z całego świata. Śledztwo było prowadzone pod egidą Międzynarodowego Konsorcjum Dziennikarzy Śledczych. Jego pierwsze raporty opublikowane zostały po roku pracy 3 kwietnia 2016 roku w formie artykułów prasowych i 149 oryginalnych dokumentów (spośród 11,5 mln). Pełna lista ponad 200 tysięcy przedsiębiorstw zarejestrowanych w rajach podatkowych została opublikowana 9 maja 2016. Do przeszukiwalnej bazy został również włączony dodatkowy zbiór ponad 100 tysięcy firm powiązanych z wcześniejszym wyciekiem z 2013 roku pod nazwą Offshore Leaks.

## Tło
Mossack Fonseca to panamska kancelaria podatkowa i prawna oraz dostawca usług korporacyjnych założona w 1977 roku przez Jürgena Mossacka i Ramóna Fonsecę. Zatrudnia ponad 500 pracowników w ponad 40 biurach na świecie i współpracuje z największymi instytucjami finansowymi, jak Deutsche Bank, HSBC, Société Générale, Credit Suisse, UBS czy Commerzbank, by, w niektórych przypadkach, pomóc klientom banków zbudować złożone struktury, które utrudniłyby śledzenie przepływu pieniędzy z jednego miejsca do drugiego organom poboru podatków i śledczym. Przed ujawnieniem panamskich kwitów Mossack Fonseca została opisana przez The Economist jako „małomówny” lider w branży finansów offshore. Przedsiębiorstwo było czwartym co do wielkości dostawcą usług offshore i działało w imieniu ponad 300 tysięcy przedsiębiorstw zarejestrowanych przede wszystkim w Wielkiej Brytanii lub zarządzanych przez Brytyjczyków oazach podatkowych.

## Zawartość
11,5 mln dokumentów powstałych między rokiem 1970 a początkiem 2016 roku w panamskim przedsiębiorstwie z branży finansów offshore Mossack Fonseca, które „The Guardian” określił jako czwarte z największych przedsiębiorstw świadczących tego typu usługi. 2,6 terabajtów danych zawiera informacje na temat 214 488 spółek powiązanych z funkcjonariuszami publicznymi. Dokumenty zostały zweryfikowane przez dziennikarzy w 80 krajach. Gerard Ryle, dyrektor Międzynarodowego Konsorcjum Dziennikarzy Śledczych, zakładał, że ujawnienie będzie największym ciosem, jaki branża kiedykolwiek przyjęła ze względu na skalę ujawnionych dokumentów.

## Dane
Ponad rok przed publikacją w roku 2016 niemiecka gazeta „Süddeutsche Zeitung” otrzymała 2,6 TB dokumentów związanych z Mossack Fonseca od anonimowego źródła. Osoba, lub grupa osób, które dostarczyły dokumenty dziennikarzom, ukryła się pod pseudonimem „John Doe”.
Całkowita wielkość dokumentów jest większa niż objętość depesz amerykańskiej dyplomacji ujawnionych przez WikiLeaks 2010 (1,7 GB), jak również Offshore Leaks 2013 (260 GB), Luxembourg Leaks 2014 (4 GB) czy Swiss Leaks 2015 (3,3 GB). Dane zawierają przede wszystkim e-maile, pliki pdf, zdjęcia i fragmenty wewnętrznej bazy danych Mossack Fonseca. Obejmuje ona okres sięgający od 1970 do wiosny 2016. Materiały z Panamy przekazują dane na temat około 214 tysięcy przedsiębiorstw. Wśród danych są foldery dla każdej fasadowej spółki, zawierające wiadomości e-mail, umowy, transkrypcje i zeskanowane dokumenty. Zawiera 4 804 618 e-maili, 3 047 306 plików w formacie bazy danych, 2 154 264 plików pdf, 1 117 026 plików graficznych, 320 166 plików tekstowych i 2242 pliki w innych formatach.
Dane musiały być systematycznie indeksowane. Dokonano tego za pomocą zamkniętego oprogramowania o nazwie Nuix, które również jest stosowane przez międzynarodowych śledczych. Dokumenty były poddane procesowi optycznego rozpoznawania znaków przez komputery o wysokiej wydajności, dzięki czemu możliwy był ich odczyt maszynowy i przeszukiwanie. Następnie wykonano próby krzyżowe między opracowanymi listami ważnych osób oraz dokumentami. Kolejnym etapem analizy było połączenie osób, ich roli, przepływu pieniędzy i sprawdzenie legalności struktur.